# El Amarna

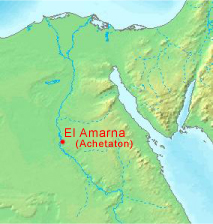
Lokalizace El Amarny

El Amarna je dnešní název významného archeologického naleziště ve středním Egyptě, zhruba v polovině cesty mezi Káhirou a Luxorem na pravém břehu Nilu. Za vlády faraona 18. dynastie Amenhotepa IV. (tj. Achnatona, asi 1379–1361 př. n. l.) zde sídlil panovník a jeho dvůr. Město se tehdy jmenovalo Achetaton. Přesídlení dvora do tohoto města bylo součástí velké politické a náboženské reformy.  Místo dalo jméno amarnskému období, důležitému období pozdní 18. dynastie.
Po Achnatonově smrti se situace stává zmatenou a pro nás zcela zamlženou a nejasnou. Jisté je, že za Tutanchamona (zprvu Tutanchatona, asi 1361–1352 př. n. l.) se kult i politika Egypta vrátily do starých kolejí a Achnatonova reforma byla zapomenuta. Panovník i dvůr přesídlili opět do Vesetu a Achetaton (dnešní El Amarna) byl opuštěn. Přesto zde byla zanechána velká část vládní korespondence, která se dochovala až dodnes. Jedná se o korespondenci panovníků Amenhotepa III. a Amenhotepa IV.
Egyptské ministerstvo cestovního ruchu a památek ve snaze zpřístupnit důležitá místa bývalého hlavního města vybudovalo Návštěvnické centrum Amarna na břehu Nilu v nově vzniklém moderním městě El-Till. 

## Starověký Achetaton

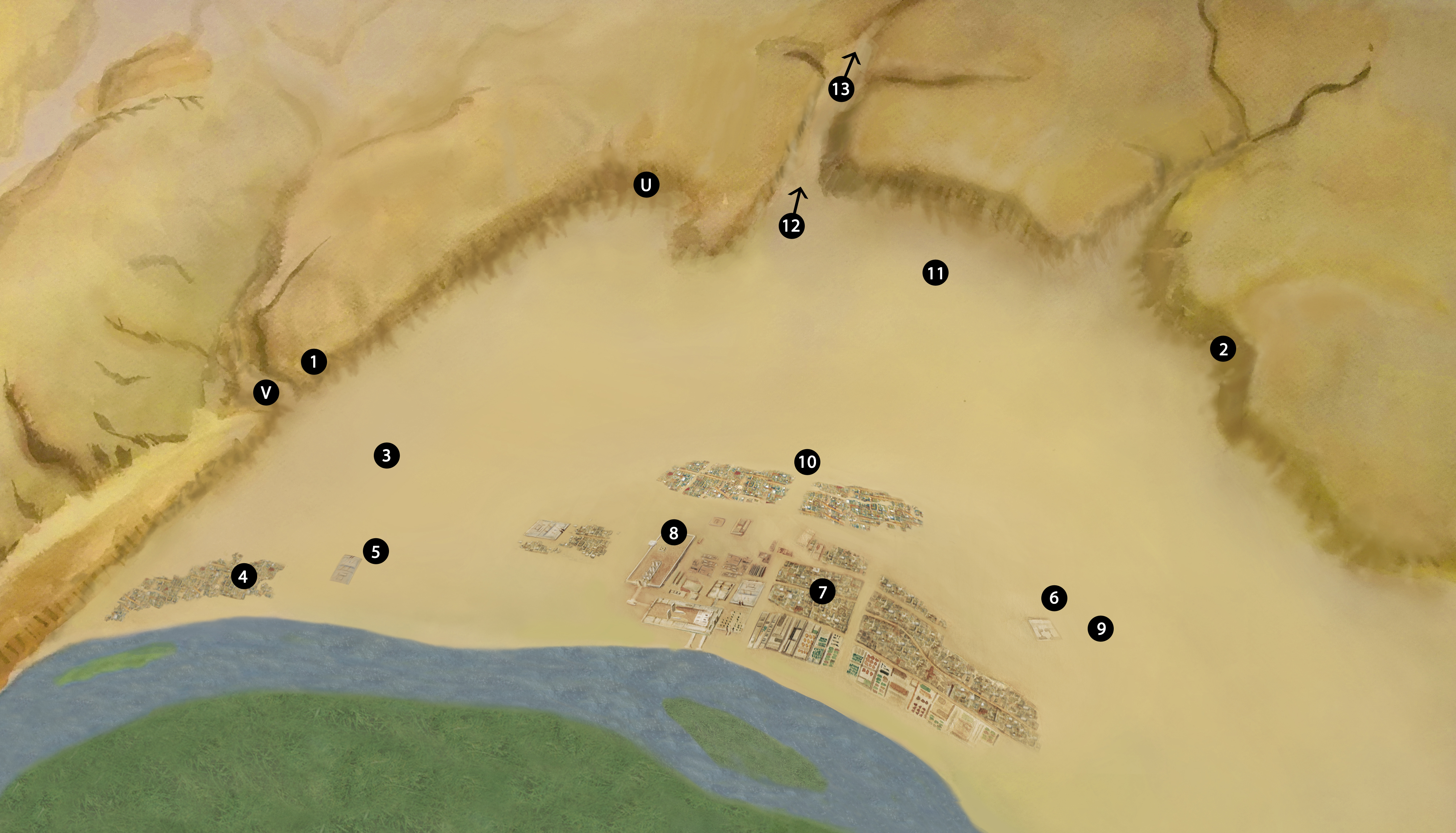
Plán města (sever je vlevo): 1. Severní hřbitov, 2. Jižní hřbitov, 3. Pouštní svatyně, 4. Severní město, 5. Severní palác, 6. Maru-Aton, 7. Jižní město, 8. Velký Atonův chrám, 9. Kom el-Nana, 10. dělnická kolonie,11.dělnický hřbitov, 12. Královské údolí, 13. Achnatonův hrob, V a U - hraniční stély.

Město vzniklo za vlády Amenhotepa IV. Tento faraon se pokusil o náboženskou reformu, která jej však přežila jen o několik málo let. Odklonil se od původních bohů a vyzdvihl do té doby bezvýznamného boha Atona a povýšil ho do nejvyšších božských kruhů. Zřekl se svého jména po otci (které znamenalo „Amon je spokojen“) a přijal jméno Achnaton („Milý Atonovi“, někdy také „Prospěšný/sloužící Atonovi“). V téže době zakázal Amonův kult a majetek jeho chrámů zabavil, ostatní egyptské bohy tento osud potkal nedlouho poté.
Protože každé egyptské město mělo za patrona nějakého boha, kterému pak toto město svým způsobem náleželo, rozhodl se panovník, že svému bohu postaví nové město (čisté a nezkažené starými bohy), které pojmenoval Achetaton („Atonův obzor“) a ze kterého pak po zbytek svého života vládl. V té době žilo ve městě asi 30 000 lidí.
Achnaton určil velikost města celkem 15 hraničními stélami, které nechal vztyčit na východním a západním břehu Nilu v pátém, šestém a osmém roce své vlády.  Město bylo postaveno v pozoruhodně krátkém čase asi tří let, což bylo možné díky použití malých, snadno přenosných stavebních bloků zvaných talatát.  Bylo využíváno především jako královská rezidence a náboženské centrum, zatímco další administrativní funkce mohly zůstat v jiných městech.  
Umění v Amarně představovalo významnou změnu v egyptských dějinách umění. Na rozdíl od tradičního, vysoce formalizovaného egyptského umění se amarnské umění vyznačovalo živými a realistickými zobrazeními. Umělci vytvářeli živé, někdy až karikované výjevy z každodenního života. Dokonce i královský pár Achnaton a Nefertiti byl vyobrazen v lidštějším, méně idealizovaném stylu. 
Po Achnatonově smrti na trůn nastoupil jen velmi krátce vládnoucí Smenchkare a po něm nastoupil na trůn jeho syn Tutanchaton. Ten již po třech letech se přesunul i s dvorem z Achetatonu zpět do Vésetu a změnil si i jméno na Tutanchamon („Živý obraz Amonův“). Během jeho vlády se pomalu obnovovaly staré pořádky, které předcházely náboženské reformě, a nakonec (nejpozději za vlády Aje a Haremheba) dochází i k likvidaci nápisů obsahující Achnatonovo či Atonovo jméno. Zničeny byly i královské skalní hrobky. Mnoho budov bylo v době Ramesse II. zbouráno a materiál byl znovu použit pro různé stavební projekty na jiných místech. Bloky mnoha budov (talatáty) byly objeveny v 1. polovině 20. století jako znovu použitý stavební materiál v Karnaku a v Chemenu. 
Město Achetaton bylo opuštěno a na dlouhá staletí ztraceno pod vrstvami písku. 

## Historie výzkumu
Prvním, kdo podal zprávu o existenci pozůstatků staroegyptského osídlení v Tell el-Amarně, byl francouzský jezuita a cestovatel Claude Sicard. Ten v roce 1714 popsal jednu z hraničních stél, která vyznačovala vnější hranici Achetatonu.
V letech 1798–1799 zmapovala a zakreslila expedice Napoleona Bonaparta to, co bylo viditelné na povrchu. Své objevy v Egyptě pak francouzští badatelé publikovali v díle La Description de l‘Egypte (Popis Egypta).
Naleziště pak prozkoumal v roce 1824 a pak v roce 1826 anglický egyptolog John Gardner Wilkinson (1797–1875). Výsledky své práce zveřejnil v publikaci The Manners and Customs of the Ancient Egyptians (Způsoby a obyčeje starých Egypťanů). Při svých výzkumech určil jméno faraona, který odtud vládl, a jeho manželky Nefertiti.
Ve 40. letech 19. století pruská expedice vedená Karlem Richardem Lepsiusem objevila, že jména a reliéfy Achnatona a Nefertiti byly vyškrabány a stesány, aby se na ně zapomnělo.

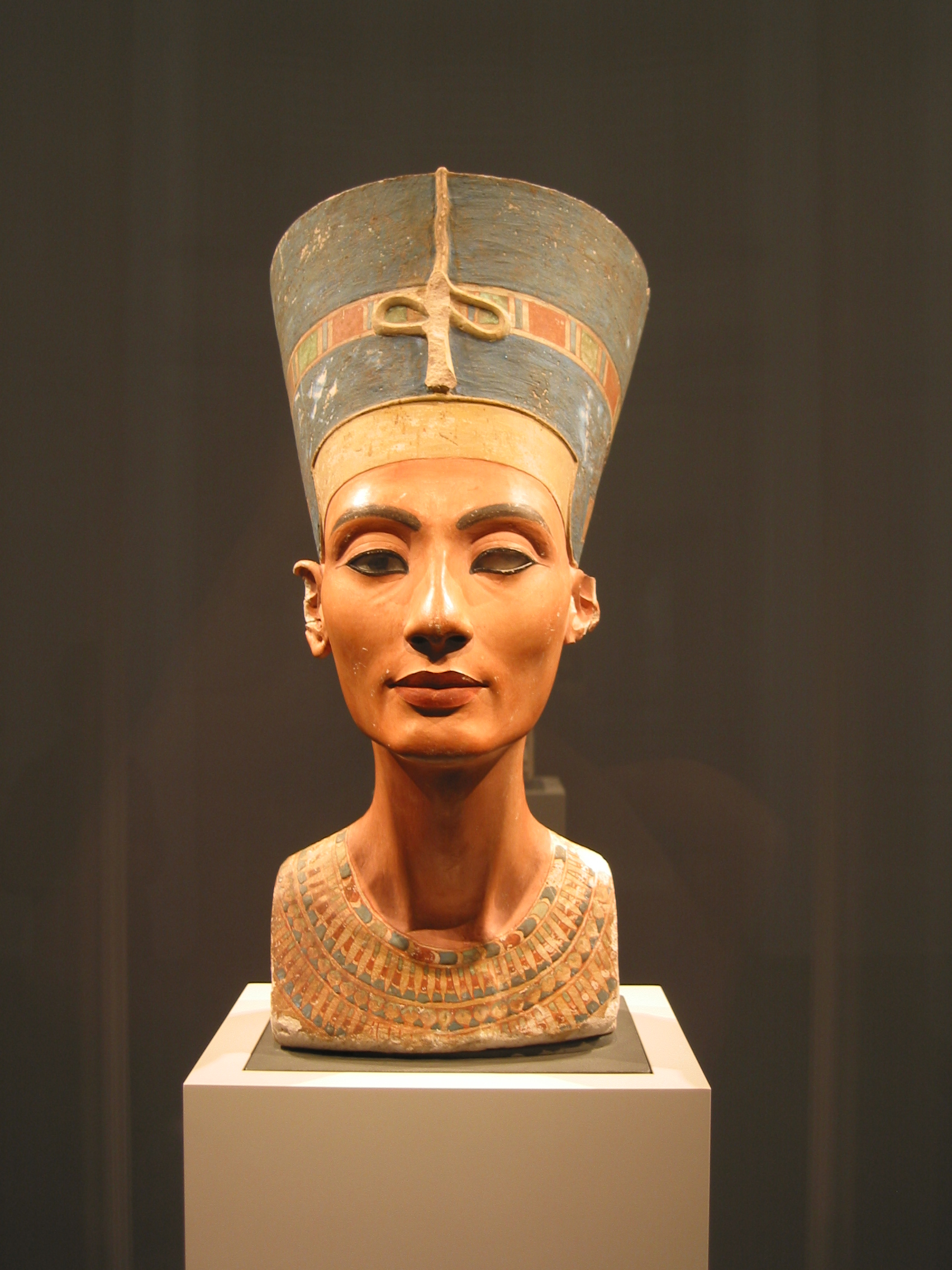
Busta královny Nefertiti

V letech 1891–1892 byla egyptským muzeem prozkoumána hrobka nacházející se ve skalních útesech Džebel Abú Hasa v poušti východně od města. Protože však byl výzkum proveden neodborným způsobem, bylo při tomto výzkumu ztraceno mnoho archeologických informací. Dodnes tak není zcela jisté, komu tato hrobka patřila. 
V roce 1892 zde pod vedením Flinderse Petrieho prováděl vykopávky Howard Carter. Flinders Petrie rozlišil důležité části města a hlavní stavby, jako Velký Atonův chrám, Malý Atonův chrám nebo Královský dům s barevně zdobenými podlahami s přírodními motivy. Ke konci svých výzkumů zde objevil staroegyptský archiv („Dům korespondence krále, kéž žije, je zdráv a svěží!“), v němž se nacházely tzv. amarnské tabulky (někdy nazývané též amarnské dopisy) s korespondencí faraona s ostatními panovníky sousedních zemí.
V roce 1902 zde Petrieho žák Norman de Garis Davies (1865–1941) okopíroval scény vyryté na stěnách hrobek a vydal je pod názvem The Rock Tombs of El-Amarna (Skalní hrobky v El Amarně). Jeho dílo se stalo důležitým pro studium a pochopení amarnské doby. V letech 1907–1914 zde prováděl výzkum Německý orientální ústav v čele s Ludwigem Borchardtem. Při těchto vykopávkách byla v dílně sochaře Thutmose objevena známá bysta královny Nefertiti. Další výzkumy byly prováděny v letech 1920–1936 britskou Společností pro výzkum Egypta. 
Nejnovější výzkumy byly započaty v roce 1977 pod vedením Barryho Kempa (1940–2024) z univerzity v Cambridge. Projekt Amarna sdružuje výzkumníky z Egypta a celého světa v terénním výzkumu, jehož cílem je prozkoumat, zaznamenat a chránit toto místo pro budoucí generace. Nejnovější iniciativou je společný projekt egyptského ministerstva cestovního ruchu a památek a Univerzity v Cambridge s názvem Amarna : Egyptské archeologické dědictví.

## El-amarnské tabulky
V roce 1887 bylo v El Amarně  objeveno 382 hliněných klínopisných tabulek, obsahujících archív korespondence egyptského dvora jak s egyptskými vazaly a správci, tak se vzdálenými zeměmi jako s Babylonií, Chetity, Mari a různými kanaánskými státy ze 14. století př. n. l. Jejich jazykem je akkadština (tehdy mezinárodní diplomatický jazyk), avšak odlišná od té, kterou známe z Mezopotámie. Zvláště v případě tabulek pocházejících z Kanaánu je značně ovlivněna tamními dialekty. Jelikož je akkadské písmo slabičné, představují v mnoha případech cenný pramen pro studium některých kanaánských jazyků.
Po obsahové stránce ilustrují el-amarnské dopisy složitou situaci na Předním východě, vazalské vztahy, platby tributů, vzpoury, smlouvy apod.

## Nekropole
Pohřebiště Amarna se rozprostírá ve východních horách a skládá se ze tří hlavních oblastí: Severního hřbitova, Jižního hřbitova a Královského vádí. Severní hřbitov zahrnuje hroby 1 až 6, zatímco Jižní hřbitov obsahuje hroby 7 až 25. V královském vádí se nachází královská hrobka a čtyři další boční hrobky (27 až 30). Díky nápisům mohly být téměř všechny hroby, s výjimkou sekundárních hrobů v královském vádí, přiřazeny svým majitelům. Severní a jižní hroby patřily soukromým osobám. Královi rádci našli místo svého posledního odpočinku na Severním hřbitově, zatímco členové výkonné moci z Achnatonovy vlády byli pohřbeni na Jižním hřbitově.
V některých z těchto hrobek se dochovalo velké množství výzdoby v podobě maleb nebo reliéfů. Umožňují badatelům získat hluboký vhled do životního stylu obyvatel bývalého města Achet-Aton, kultu Aton, královské rodiny a typu regentství. Hroby úředníků byly objeveny v prosinci 1891 Alessandrem Barsantim. V hrobce Eje (č. 25) se například dochovala jediná dochovaná verze tzv. Atonova hymnu, známého také jako Píseň slunce nebo Sluneční hymnus, který ve 13 sloupech vyplňuje téměř celou plochu pravé stěny ve vstupní chodbě.

## Vznik názvu el-Amarna
V době panování Achnatona se toto místo nazývalo Achetaton (Atonův obzor). Krátce po jeho smrti bylo město opuštěno a upadlo v zapomnění.
V 18. století se zde usadil beduínský kmen Bení Amran, který zde založil čtyři vesnice – et-Till, Hagg Kandíl, el-Amiríja a Haváta. Spojením názvu první vesnice et-Till a části jména kmene - Amran vznikl název oblasti et-Till Amran, později změněný na Tell el-Amarna. Nyní se používá zkrácený název el-Amarna nebo pouze Amarna.